# Svartstrupig skatskrika
Svartstrupig skatskrika (Cyanocorax colliei) är en fågel i familjen kråkfåglar inom ordningen tättingar. Den förekommer enbart i nordvästra Mexiko.

## Utseende
Svartstrupig skatskrika är en stor och färgglad kråkfågel med mycket lång stjärt. Ovansidan är koboltblå, stjärten likaså men med vita kanter, medan undersidan är vit. Huvudet och ansiktet är svart med en lång svart huvudtofs som är rest rakt upp. Till skillnad från nära släktingen vitstrupig skatskrika har den just helsvart strupe, men svart ansikte och blå fläckar ovan och under ögonen, liksom en större huvudtofs.

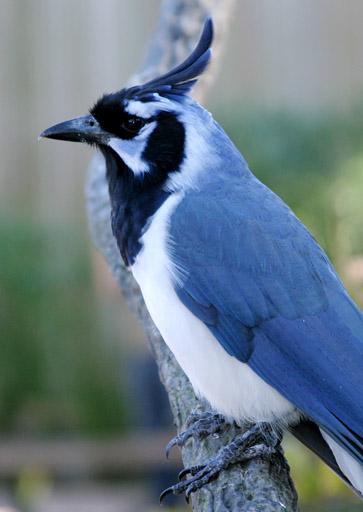

## Utbredning och systematik
Fågeln förekommer utmed Stillahavssluttningen i nordvästra Mexiko (sydöstra Sonora till Jalisco och Colima). Där anses den vara en stannfågel, men har noterats så långt norrut som södra Arizona i USA.
I södra delen av utbredningsområdet, i Jalisco och Colima, är hybrider med vitstrupig skatskrika relativt vanliga. Den behandlas som monotypisk, det vill säga att den inte delas in i några underarter. 

### Släktestillhörighet
Skatskrikorna placeras traditionellt i släktet Calocitta. Genetiska studier visar dock att de är nära släkt med skrikorna i Cyanocorax och inkluderas allt oftare istället i det släktet.

## Levnadssätt
Svartstrupig skatskrika hittas i låglänta tropiska skogar, plantage och halvöppna områden med häckar och höga träd, upp till åtminstone 1800 meters höjd. Den ses vanligen i smågrupper och kan då när den födosöker under tystnad förvånande nog undgå upptäckt, trots det spektakulära utseendet.

## Status och hot
Arten har ett stort utbredningsområde och en stor population, men tros minska i antal, dock inte tillräckligt kraftigt för att den ska betraktas som hotad. Internationella naturvårdsunionen IUCN listar därför arten som livskraftig (LC). Beståndet uppskattas till i storleksordningen 50 000 till en halv miljon vuxna individer.

## Namn
Fågelns vetenskapliga artnamn hedrar Alexander Collie (1794–1835), brittisk läkare, naturforskare och upptäcktsresande.